# Ernest Muret
Pour les articles homonymes, voir Muret.
 (mai 2024).
Ernest Muret, né le 27 décembre 1861 à Vevey, mort le 24 mars 1940 à Genève, est un romaniste et un onomasticien suisse.

## Biographie
Muret étudie à Lausanne, à Berlin (avec Adolf Tobler) et à Paris (avec Gaston Paris). Il enseigne à l'École pratique des hautes études de 1887 à 1890 puis devient professeur de philologie romane à Genève (André Burger y sera son successeur). De 1901 à 1931, il étudie 950 toponymes suisses et renseigne 125 000 fiches. Il collabore au Glossaire des patois de la Suisse romande de 1924 à 1933. Il est docteur honoris causa des universités de Lausanne et de Zurich.

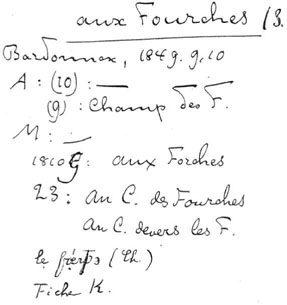
Spécimen du « fichier Muret » du GPSR, Aux Fourches à Bardonnex
Avant-dernière ligne : prononciation selon Louis Châtillon, 1915.

## Publications
- « Eilhart d’Oberg et sa source française », dans Romania 16, 1887, p. 288–363
- Ernest Muret et M. A. Chabouillet (éditeur), Catalogue des monnaies gauloises de la bibliothèque nationale, Paris, Librairie Plon, 1889, 327 p. (lire en ligne)
- La légende de la Reine Berthe, Zurich 1897
- « De quelques désinences de noms de lieu particulièrement fréquentes dans la Suisse romande et en Savoie » dans Romania 37, 1908, p. 1–46, 378–420, 540–569
- « Le suffixe germanique -ing dans les noms de lieu de la Suisse française et des autres pays de langue romane », dans Mélanges de linguistique offerts à M. Ferdinand de Saussure, Paris 1908, p. 267–306
- « Le Château d’amour » dans Bulletin du Glossaire des patois de la Suisse romande 6, 1908
- Les patois de la Suisse romande, Lausanne 1909
- Effets de la liaison de consonnes initiales avec s finale observés dans quelques noms de lieu valaisans, Lausanne 1912
- (Édit.) Béroul, Le Roman de Tristan, poème du XIIe siècle, Paris 1913
- Les noms de personnes dans le canton de Vaud, Lausanne 1923
- Le conte du paroissien négligent, Saint-Maurice, 1929
- Les Noms de lieu dans les langues romanes. Conférences faites au Collège de France, Paris 1930
- « L'enquête sur les noms de lieu de la Suisse romande dans le canton du Valais » dans Deuxième Congrès international de linguistique romane, Paris 1931, p. 52–70

## Sources
- Notices d'autorité :   - VIAF
  - ISNI
  - BnF (données)
  - IdRef
  - LCCN
  - GND
  - CiNii
  - Belgique
  - Pays-Bas
  - Israël
  - NUKAT
  - Vatican
  - Australie
  - Norvège
  - WorldCat
- Julie Rothenbühler, « La grande enquête toponymique d’Ernest Muret »,  Passé simple. Mensuel romand d’histoire et d’archéologie, oct. 2022, pp. 26-28.
- Gilbert Coutaz, « Muret, Ernest » dans le Dictionnaire historique de la Suisse en ligne, version du 26 octobre 2010.
- « André Burger » dans Charles Borgeaud, Paul-E. Martin, Histoire de l’université de Genève. Annexes : historique des facultés et des instituts, 1914–1956, Genf 1959, t. 4, p. 104.
- Wulf Müller : « Die Quellen der Westschweizer Flurnamenforschung » dans Giessener Flurnamenkolloquium, édité par Rudolf Schützeichel, Heidelberg 1985, p. 440–447.
- Anne-Marguerite Fryba-Reber : « De Gustav Gröber à Arthur Piaget (1872–1895). L’institutionnalisation de la philologie romane en Suisse » dans Portraits de médiévistes suisses (1850–2000). Une profession au fil du temps, édité par Ursula Bähler et Richard Trachsler avec Larissa Birrer, Genève 2009, p. 33–60, hier S. 48–50.